# Echinoderes setiger
Echinoderes setiger är en djurart som tillhör fylumet pansarmaskar, och som beskrevs av Greef 1869. Echinoderes setiger ingår i släktet Echinoderes och familjen Echinoderidae.
Artens utbredningsområde är Nordsjön. Arten har ej påträffats i Sverige. Inga underarter finns listade i Catalogue of Life.